# ألفريد فاولر
ألفريد فاولر (بالإنجليزية: Alfred Fowler) (و. 1868 – 1940 م) هو عالم فلك، وفيزيائي من المملكة المتحدة . ولد في يوركشاير .
وكان عضواً في الجمعية الملكية .

## التعليم
تعلم في إمبريال كوليدج لندن

## مناصب وهيئات
أدار إمبريال كوليدج لندن.

## جوائز
حصل على جوائز منها:
- Bruce Medal (1934)
- وسام هنري درابر (1920)
- Gold Medal of the Royal Astronomical Society (1915)
- قلادة ملكية
- زميل في الجمعية الملكية.

## روابط خارجية
- ألفريد فاولر على موقع إن إن دي بي (الإنجليزية)